# هینتروگ
هینتروگ (به لاتین: Hinterrugg) یک کوه در سوئیس است که در کانتون سنت گالن واقع شده‌است. هینتروگ ۲٬۳۰۶ متر بالاتر از سطح دریا واقع شده‌است.